# Lekkoatletyka na Letnich Igrzyskach Olimpijskich 1924 – bieg na 110 m przez płotki mężczyzn
Bieg na 110 m przez płotki mężczyzn był jedną z konkurencji lekkoatletycznych na Letnich Igrzyskach Olimpijskich 1924. Zawody odbyły się w dniach 8 i 9 lipca. W zawodach uczestniczyło 28 zawodników z 15 państw.

## Rekordy
| Rekord świata     | 14,8 | Earl Thomson | Antwerpia (BEL) | 18 sierpnia 1920 |
| Rekord olimpijski | 14,8 | Earl Thomson | Antwerpia (BEL) | 18 sierpnia 1920 |

## Wyniki

### Runda 1
Dwóch najszybszych zawodników z każdego biegu awansowało do półfinału. W biegu nr 7 startował tylko jeden zawodnik, który automatycznie awansował do półfinału.
Bieg 1
| Miejsce | Zawodnik          | Czas | Kwal. |
| ------- | ----------------- | ---- | ----- |
| 1       | George Guthrie    | 15,8 | Q     |
| 2       | Otakar Jandera    | 16,0 | Q     |
| 3       | Leopold Partridge |      |       |
| 4       | Lau Spel          |      |       |
| 5       | Tibor Püspöki     |      |       |
| 6       | Alberto Byington  |      |       |

Bieg 2
| Miejsce | Zawodnik          | Czas | Kwal. |
| ------- | ----------------- | ---- | ----- |
| 1       | Sten Pettersson   | 15,6 | Q     |
| 2       | Eric Harrison     |      | Q     |
| 3       | Alfredo Ugarte    |      |       |
| –       | Guillermo Newbery |      | DQ    |

Bieg 3
| Miejsce | Zawodnik          | Czas | Kwal. |
| ------- | ----------------- | ---- | ----- |
| 1       | Fred Gaby         | 15,6 | Q     |
| 2       | Oscar van Rappard |      | Q     |
| 3       | Victor Moriaud    |      |       |
| 4       | Warren Montabone  |      |       |

Bieg 4
| Miejsce | Zawodnik      | Czas | Kwal. |
| ------- | ------------- | ---- | ----- |
| 1       | Henri Thorsen | 16,0 | Q     |
| 2       | Willi Moser   |      | Q     |
| —       | Henri Bernard | DNF  |       |

Bieg 5
| Miejsce | Zawodnik             | Czas | Kwal. |
| ------- | -------------------- | ---- | ----- |
| 1       | Daniel Kinsey        | 15,4 | Q     |
| 2       | Gabriel Sempé        | 15,6 | Q     |
| 3       | Sydney Pierce        | 16,2 |       |
| 4       | Joanis Talianos      | 16,3 |       |
| 5       | Cheruvari Lakshmanan | 16,4 |       |

Bieg 6
| Miejsce | Zawodnik                 | Czas | Kwal. |
| ------- | ------------------------ | ---- | ----- |
| 1       | Carl-Axel Christiernsson | 15,6 | Q     |
| 2       | Gilbert Allart           | 16,2 | Q     |
| 3       | Louis Lundgren           |      |       |

Bieg 7
Johnson dostał walkowera.
| Miejsce | Zawodnik      | Czas | Kwal. |
| ------- | ------------- | ---- | ----- |
| 1       | Pitch Johnson | 16,6 | Q     |

Bieg 8
| Miejsce | Zawodnik            | Czas | Kwal. |
| ------- | ------------------- | ---- | ----- |
| 1       | Sidney Atkinson     | 15,2 | Q     |
| 2       | Karl Anderson       | 15,4 | Q     |
| 3       | David Burghley      |      |       |
| 4       | László Muskát       |      |       |
| 5       | Francisco Contreras |      |       |

### Półfinały
Dwóch najszybszych zawodników z każdego biegu awansowało do finału.
Półfinał 1
| Miejsce | Zawodnik          | Czas | Kwal. |
| ------- | ----------------- | ---- | ----- |
| 1       | Daniel Kinsey     | 15,4 | Q     |
| 2       | Sten Pettersson   | 15,6 | Q     |
| 3       | Pitch Johnson     | 15,8 |       |
| 4       | Oscar van Rappard |      |       |
| 5       | Gilbert Allart    | 16,2 |       |

Półfinał 2
| Miejsce | Zawodnik                 | Czas | Kwal. |
| ------- | ------------------------ | ---- | ----- |
| 1       | Carl-Axel Christiernsson | 15,4 | Q     |
| 2       | Karl Anderson            | 15,4 | Q     |
| 3       | Fred Gaby                | 15,7 |       |
| 4       | Otakar Jandera           |      |       |
| 5       | Willi Moser              | 16,1 |       |

Półfinał 3
| Miejsce | Zawodnik        | Czas | Kwal. |
| ------- | --------------- | ---- | ----- |
| 1       | George Guthrie  | 15,2 | Q     |
| 2       | Sidney Atkinson | 15,2 | Q     |
| 3       | Gabriel Sempé   | 15,3 |       |
| 4       | Eric Harrison   | 15,7 |       |
| 5       | Henri Thorsen   | 15,7 |       |

### Finał
| Miejsce | Zawodnik                 | Czas |
| ------- | ------------------------ | ---- |
| 1       | Daniel Kinsey            | 15,0 |
| 2       | Sidney Atkinson          | 15,0 |
| 3       | Sten Pettersson          | 15,4 |
| 4       | Carl-Axel Christiernsson | 15,5 |
| 5       | Karl Anderson            |      |
| —       | George Guthrie           | DSQ  |